# 奥氏穗鹛
奥氏穗鹛（学名：Stachyris oglei），是画眉科穗鹛属的一种，分布于印度和缅甸。全球活动范围约为16,500平方千米。该物种的保护状况被评为易危。
奥氏穗鹛的栖息地包括亚热带或热带的湿润低地林和亚热带或热带的（低地）湿润疏灌丛。